# François-Joseph Servois
François-Joseph Servois   (Mont-de-Laval, 19 de juliol de 1767 - Mont-de-Laval, 17 d'abril de 1847) fou un matemàtic i militar francès, que va treballar, sobre tot, en càlcul diferencial i geometria, introduint per primera vegada els termes commutatiu i distributiu.

## Vida
Després d'estudiar en diverses escoles del seu poble natal i al Seminari de Besançon, va ser ordenat sacerdot el 1789, però durant el Regnat del Terror, va abandonar la carrera religiosa i es va unir a l'Exèrcit Revolucionari Francès. El 1794 és nomenat segon tinent del Primer Regiment d'Artilleria Pesant. Tot i la seva participació activa en nombroses batalles, no va deixar mai d'estudiar matemàtiques pel seu compte.
La seva mala salut, el porta a buscar un lloc docent dins de l'exèrcit i, finalment, el 1801 és nomenat professor de l'escola d'artilleria de Besançon, gràcies a una recomanació d'Adrien Marie Legendre. Durant els anys següents, i durant tot el període napoleònic, serà professor de diverses escoles d'artilleria: a Châlons (1802), a Metz (1802-1808 i 1815-1816) i a La Fère (1808-1815).
Amb la Restauració Monàrquica, Servois és nomenat conservador del Museu d'Artilleria de París, càrrec que va mantenir fins a la seva jubilació el 1828, en què es retira al seu poble natal on viu amb la seva germana fins a la seva mort el 1847.

## Obra
A partir de la seva primera estança docent a Metz (1802), Servois va començar a publicar els resultats de les seves recerques matemàtiques. Tot i que només va publicar un llibre, Solutions peu connues de différents problèmes de géométrie pratique... (1805), que va ser elogiat per Poncelet, les seves aportacions més originals es troben en els articles que va es van editar als Annales de Gergonne.
En el seu Essai sur un nouveau mode d'exposition des principes du calcul différentiel (versió definitiva de 1814) és on defineix la suma i la multiplicació sobre la classe dels operadors lineals i demostra la seva analogia amb les operacions sobre els nombres i, en particular, les seves propietats associativa, commutativa i distributiva, i les anomena així per primera vegada.
Altres articles seus publicats als Annales són:
- Solutions de deux problèmes de construction (1811)
- Démonstrations de quelques formules de trigonométrie sphérique (1811)
- Remarques relatives à la formula logarithmique (1812)
- Calendrier perpétuel (1813) [9]
- Sur la théeorie des quantités imaginaires (1814)
- Réflexions sur les divers systèmes d'exposition des principes du calcul différentiel, et, en particulier, sur la doctrine des infiniment petits (1814)
- Mémoire sur les quadratures (1817)
- Lettre sur la théorie des parallèles (1826)

També va publicar un article titulat De principio velocitatum virtualium al butlletí de l'Acadèmia de Ciències de Torí en el que desenvolupava el concepte de velocitat virtual de Lagrange.